# Ketleyn Quadros
Ketleyn Lima Quadros (Ceilândia, 1º ottobre 1987) è una judoka brasiliana.

## Carriera
Alle Olimpiadi di Pechino 2008 ha conquistato una medaglia di bronzo nei pesi leggeri diventando la prima atleta brasiliana a conquistare una medaglia in uno sport individuale. Fu portabandiera ai IX Giochi sudamericani dove vinse una medaglia d'oro.

## Palmarès
| Anno | Manifestazione       | Sede              | Evento         | Risultato | Note |
| ---- | -------------------- | ----------------- | -------------- | --------- | ---- |
| 2008 | Olimpiadi            | Pechino           | 57kg           | Bronzo    |      |
| 2008 | Panamericani         | Miami             | 57 kg          | Bronzo    |      |
| 2010 | Giochi panamericani  | Medellín          | 57 kg          | Oro       |      |
| 2012 | Mondiali per squadre | Salvador          | Squadre        | Bronzo    |      |
| 2013 | Panamericani         | San José          | 57 kg          | Bronzo    |      |
| 2013 | Universiade          | Kazan'            | 57 kg          | Oro       |      |
| 2014 | Giochi panamericani  | Santiago del Cile | 57 kg          | Argento   |      |
| 2014 | Panamericani         | Guayaquil         | 57 kg          | Bronzo    |      |
| 2017 | Mondiali             | Budapest          | Squadre miste  | Argento   |      |
| 2024 | Olimpiadi            | Parigi            | Gara a squadre | Bronzo    |      |